# Colin Blakely
Colin George Blakely (Bangor, 23 de setembre de 1930-Londres, 7 de maig de 1987) va ser un actor nord-irlandès.

## Biografia
Nascut a Irlanda del Nord, va estudiar al Yorkshire. Va començar a treballar des dels 18 anys com a venedor d'articles d'esport, a continuació com carregador de fusta per la companyia de ferrocarril. El 1957, després d'un període com a actor aficionat en el Bangor Operatic Society, esdevé actor professional amb el grup de teatre de Belfast. El 1961, entra a la Royal Shakespeare Company. És a partir de 1969 que arrenca la seva notorietat després d'un paper controvertit de Jesucrist. Se'l veurà a continuació en sèries a la BBC.
Es pot citar, entre els seus papers més cèlebres, el del doctor Watson en La vida privada de Sherlock Holmes (1970) o en Assassinat a l'Orient Express(1974).
Casat durant 26 anys amb l'actriu Margareth Whiting, tindrà tres fills.
Mor d'una leucèmia en l'apogeu de la seva carrera, a l'edat de 56 anys.

## Filmografia
Filmografia:
- 1961: Saturday Night and Sunday Morning de Karel Reisz
- 1961: Els Hellions (The Hellions) de Ken Annakin
- 1963: This Sporting Life de Lindsay Anderson
- 1963: The Informers de Ken Annakin
- 1964: Allez France! de Robert Dhéry
- 1964: Els invasors de Jack Cardiff
- 1966: The Legend of Young Dick Turpin
- 1966: Un home per a l'eternitat (A Man for All Seasons) de Fred Zinnemann
- 1967: Charlie Bubbles d'Albert Finney
- 1968: La deessa de les sorres de Cliff Owen
- 1970: La vida privada de Sherlock Holmes (The Private Life of Sherlock Holmes) de Billy Wilder
- 1972: Young Winston de Richard Attenborough
- 1974: Assassinat a l'Orient Exprés (Murder on the Orient Express) de Sidney Lumet
- 1975: Galileo de Joseph Losey
- 1976: La pantera rosa torna a atacar (The Pink Panther Strikes Again) de Blake Edwards
- 1977: Equus de Sidney Lumet
- 1978: La gran dormida (The Big Sleep) de Michael Winner
- 1980: Nijinski de Herbert Ross
- 1980: Little Lord Fauntleroy de Jack Gold
- 1981: The Dogs of War de John Irvin
- 1982: Evil Under the Sun de Guy Hamilton
- 1983: Darrere la pista de la Pantera Rosa (Trail of the Pink Panther) de Blake Edwards
- 1983: Don Camillo de Terence Hill
- 1983: Red Monarch de Jack Gold, com a Ióssif Stalin[3]